# مقاطعة بانر (نبراسكا)
مقاطعة بانر (بالإنجليزية: Banner County)‏ هي إحدى مقاطعات ولاية نبراسكا في الولايات المتحدة الأمريكية.